# 5287 Heishu
5287 Heishu eller 1989 WE är en asteroid i huvudbältet som upptäcktes den 20 november 1989 av de båda japanska astronomerna Toshimasa Furuta och Yoshikane Mizuno vid Kani-observatoriet. Den är uppkallad efter japanen Hosoi Heishu.
Asteroiden har en diameter på ungefär 8 kilometer.